# Pan Hublot
Pan Hublot (tytuł oryginalny Mr Hublot) – animowany film krótkometrażowy z 2013 r., w reżyserii Laurenta Witza i Alexandre'a Espigaresa. Film miał swoją światową premierę 15 października 2013 r.  W 2014 r. otrzymał Oscara w kategorii „najlepszy krótkometrażowy film animowany”.
Film trwa 11 minut.

## Fabuła
Bohaterem filmu jest doskonale zorganizowany, introwertyczny mężczyzna, który pewnego dnia przygarnął psa. Decyzja ta i ekspansywność jego nowego pupila przyczyniły się do wielu zmian w jego uporządkowanym życiu.